# Polyclinum sundaicum
Polyclinum sundaicum är en sjöpungsart som först beskrevs av Sluiter 1909.  Polyclinum sundaicum ingår i släktet Polyclinum och familjen klumpsjöpungar. Inga underarter finns listade i Catalogue of Life.